# دو-سی++
دِو-سی پلاس پلاس (به انگلیسی: ++Dev-C) یک محیط یکپارچه توسعه نرم‌افزار آزاد است که تحت پروانه عمومی همگانی گنو و برای برنامه‌نویسی در زبان‌های سی (C) و سی پلاس پلاس (++C) منتشر می‌شود.
این همراه با پورت MinGW یا TDM-GCC 64bit از GCC به عنوان کامپایلر آن استفاده می‌شود. ++Dev-C همچنین می‌تواند در ترکیب با سیگوین یا سایر کامپایلرهای مبتنی بر GCC استفاده شود.

## دِو پکس (Devpaks)
++Dev-C به‌طور کلی یک برنامه است که فقط برای ویندوز در نظر گرفته شده‌است، اما تلاش‌هایی برای ایجاد نسخه لینوکس وجود دارد: پرونده‌های هدر و محدود کننده‌های مسیر قابل تغییر بین سیستم عامل‌ها هستند.
جنبهٔ دیگری از ++Dev-C استفاده از دو پکس است. دوپکس شامل: برنامه‌های افزودنی بسته‌بندی شده در محیط برنامه‌نویسی با کتابخانه‌های اضافی، قالب‌ها و برنامه‌های کاربردی است.
دِو پکس غالباً حاوی برنامه‌های کاربردی رابط کاربر گرافیکی است، اما به آنها محدود نمی‌شود، از جمله ابزارهای رایج مانند GTK + ،wxWidgets و FLTK.
سایر امکانات دِوپکس شامل کتابخانه‌هایی برای استفاده پیشرفته تر از عملکرد است.
کاربران ++Dev-C می‌توانند کتابخانه‌های اضافی، یا بسته‌هایی از کد را که دامنه و قابلیت‌های ++Dev-C را افزایش می‌دهند، مانند گرافیک، فشرده سازی، انیمیشن، پشتیبانی صدا و موارد دیگررا بارگیری کنند. کاربران می‌توانند دوپکس را ایجاد کرده و آنها را به صورت رایگان در سایت میزبانی کنند. همچنین، آنها محدود به استفاده از ++Dev-C نمی‌شوند - این سایت می‌گوید: «یک devpak معمولی با توزیع MinGW (با هر IDE برای MinGW) کار خواهد کرد».

## وضعیت توسعه
از ۲۲ فوریه ۲۰۰۵ تا ژوئن ۲۰۱۱، این پروژه به‌طور قابل ملاحظه ای فعال نبوده و هیچ خبری منتشر نشده‌است و نسخه جدیدی منتشر نشده‌است. در یک مقاله در سال ۲۰۰۶، کالین لاپلاس، مدیر توسعه اظهار داشت که مشغول زندگی واقعی بوده و زمان لازم برای ادامه توسعه ++Dev-C را ندارد.
از آن زمان دو نوع نسخه ++Dev-C وجود دارد: ++wxDev-C و نسخه Orwell.
++wxDev-C تیم توسعه ای است که ++Dev-C را به خود اختصاص داده و ویژگی‌های جدیدی مانند پشتیبانی از چندین کامپایلر و یک طراح RAD را برای برنامه‌های wxWidgets اضافه کرده‌است.
در تاریخ ۳۰ ژوئن ۲۰۱۱، نسخه غیررسمی ۴٫۹٫۹٫۳ از ++Dev-C توسط اورول (یوهان مس)، یک برنامه‌نویس مستقل ، منتشر شد که حاوی جدیدترین کامپایلر GCC 4.5.2.2، منابع SDK ویندوز (Win32 و D3D) است. رفع اشکالات بی شمار و بهبود ثبات. در تاریخ ۲۷ اوت، پس از پنج سال حضور رسمی در مرحله بتا، نسخه ۵٫۰ منتشر شد. این نسخه همچنین از نسخه ۵٫۰٫۰٫۵ خود دارای SourceForge جداگانه است، زیرا توسعه دهنده قدیمی به ترکیب درخواست‌ها پاسخ نمی‌دهد. در ژوئیه سال ۲۰۱۴، Orwell Dev-C++ 5.7.1 با جدیدترین GCC 4.8.1 که از C++ 11 پشتیبانی می‌کند، منتشر شد.

## کاربردهای قابل توجه
در تاریخ ۴ مه ۲۰۱۵، نخست‌وزیر سنگاپور، لی هسیین لوون، برنامه حل مسئله سودوکو را در ++C در فیس بوک منتشر کرد. در شات روی صفحه نمایش، وی از Microsoft Windows و ++Dev-C به عنوان IDE (کامپایلر) استفاده می‌کند.